# Kara Yusuf
Kara-Jusuf o Qara Yusuf (Erciş, 1356 o 1357 – Ujan, 17 novembre 1420) è stato un sovrano turkmeno.
Fu il primo principe della dinastia dei turcomanni, detta del Montone Nero, perché avevano l'effigie di questo animale nelle loro insegne: era signore dell'Armenia quando Tamerlano lo costrinse a fuggire in Egitto. Morto il Conquistatore, Jusuf tornò e si nominò Signore della Mesopotamia.